# Чоловічі колготки

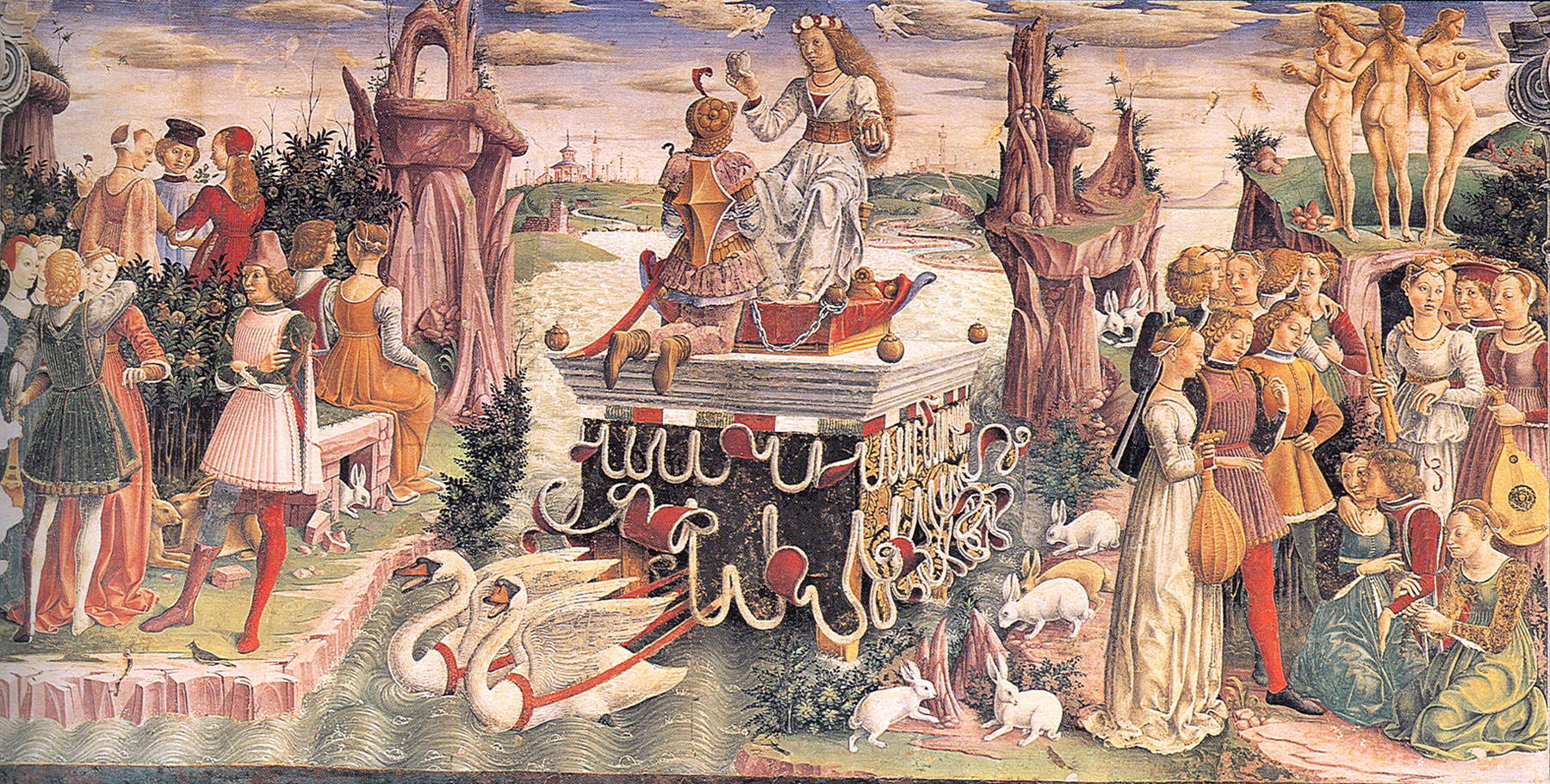
Чоловіки в двоколірних панчохах на фресці Франческо дель Косса в Палаццо Скіфанойя, приблизно 1470 року

Людовик XIV в панчохах і кюлотах

Чоловічі колготки (від чеськ. kalhoty) — призначений для чоловіків різновид колготок, найчастіше мають гульфик або спеціальну ластку. Прототип з'явився в глибоку давнину і в Середньовіччі був звичайною приналежністю чоловічого гардероба.
З прототипом колготок конкурували панчохи. Вважається, що вже в Стародавній Греції панчохи носили виключно чоловіки. Відомі середньовічні довгі панчохи-плундри. У чоловіків плундри зазвичай досягали верхньої частини стегна і з боків кріпилися шнурками до пояса, пропущеного через верхню частину (очкурню, куліску) лляних чоловічих штанів (бре), що входили до складу спідньої білизни. Вони, в свою чергу, заправлялися всередину плундрів. Ілюстрації в манускриптах часто зображують такий спосіб носіння. Приблизно з середини XIV століття плундри почали зшивати разом (спочатку тільки ззаду, спереду кріпився гульфик), таким чином вийшли обтягуючі штани. В Італії чоловічі штани-панчохи називалися «кальцоне», і являли собою вузькі обтислі трико з еластичного сукна; панчохи кріпилися на поясі до так званого плечового одягу-«соттовесте» (sottoveste) — короткою, яка доходила до талії або стегон. Товариства молодих аристократів носили «compagnie Dell calza», що в перекладі означає «компанії панчіх». З часом еластичне сукно стало замінюватися іншими, благороднішими матеріалами: шовком і вовною.
У «галантні епохи» бароко, рококо та класицизм штани-трико були остаточно витіснені панчохами, які було заведено надягати під обтислі й короткі, до коліна, штани-кюлоти. На відміну від жіночих панчіх, захованих під спідницями, чоловічі були предметом загального огляду. Увійшли в історію щоденники фаворитки іспанського короля (XV століття), яка при описі своїх еротичних фантазій згадувала «шовкові панчохи, що облягають м'язисті литки». В Англії був навіть заснований Орден Підв'язки — вищий лицарський орден Великої Британії, його назва походить від підв'язки для панчіх.

… У кімнату увійшов елегантно одягнений джентльмен. <…> Підв'язки з пишними бантами з стрічок підтримували його шовкові панчохи.

Рафаель Сабатіні. «Одіссея капітана Блада».

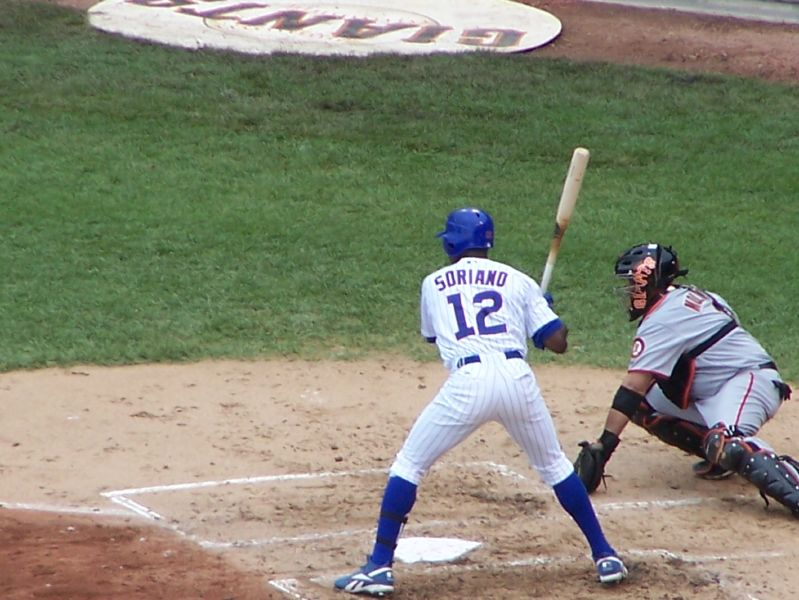
Бейсболіст в бриджах і гольфах

Після Великої Французької революції мода на довгі штани призводить до того, що панчохи поступово втрачають своє значення як повсякденний аксесуар чоловічого костюма. Про колишню епоху нагадували лише лосини й рейтузи військових (у першій чверті XIX століття), тренувальний і сценічний реквізит артистів балету та цирку, а також короткі панчохи-гольфи, які носилися з штанами-гольфами (бриджами), що здобули особливу популярність в 1890-х — 1930-х рр. у мандрівників, спортсменів та представників художньої інтелігенції (серед них Михайло Врубель, Оскар Уайльд, Микола Реріх, Володимир Набоков, Данило Хармс).

«Подвійна Зірка», — яким зявлявся він погляду глядачів в цю хвилину, — була людина років тридцяти. Його одяг складався з білої сорочки, з перетягненими біля кистей рукавами, чорних штанів, синіх панчіх і чорних сандалів; …

Олександр Грін. «Блискучий світ».
Непрактичність панчіх як спідньої білизни, необхідність комбінувати їх з іншим нижнім одягом — підштаниками, панталонами тощо — стає однією з причин появи натільних полотняних кальсонів так званого армійського зразка. Однак попри те що кальсони удосконалювалися (їх сучасний варіант — термобілизна), ні вони, ні їхні замінники (тренувальні штани, рейтузи) не зайняли місце універсального предмета чоловічого гардероба в холодну пору року. В результаті багато чоловіків взагалі відмовилися від носіння довгої спідньої білизни, вважаючи кальсони не цілком естетичними та зручними, а панчохи у всіх сенсах - незручною деталлю одягу.

«Холод собачий, і я шкодую, що не взяв теплих панчіх …»

Олександр Вертинський. З листів дружині.
Наприкінці 1950-х років надходять у продаж перші експериментальні промислові моделі чоловічих колготок німецьких та австрійських виробників (Elza GmbH, Uhlmann, Kunert), які не отримали великого поширення. Ще через десять років трикотажні чоловічі колготки (з бавовняної нитки, акрилового волокна, напіввовняні) вводяться в постійний асортимент галантерейних товарів в Західній Європі, а також в деяких країнах соціалістичного табору. Тоді ж в європейських каталогах одягу з'явився маркетинговий слоган «Колготки для всієї родини», перетворений з реклами початку XX століття «Панчохи для чоловіків, жінок та дітей». Сексуальна революція сприяє руйнації сформованих в епоху індустріалізації традиційних уявлень, пов'язаних з обов'язковим чоловічим дрес-кодом і маскулінністю: «сильній статі» запропоновані переваги сучасних колготок.
Черговою подією на ринку спідньої білизни стала поява в 1999 році пробної чоловічої лінії в ексклюзивній продукції бренду Wolford. Незабаром після цього деякі фірми в США, Європі (Німеччина, Чехія, Франція, Польща, Італія) та Азії (Китай) вперше починають активно розробляти та випускати чоловічі моделі синтетичних еластичних колготок різного ступеня щільності, розраховані на широкого споживача. Різновиди чоловічих колготок без нижньої частини (шкарпеток)[прояснити] (легінсів) стали випускати деякі панчішні фабрики в країнах СНД. Ряд провідних західних і українських модельєрів включили колготки у свої колекції для чоловіків. Хтось називає таку тенденцію емансипацією, інші — тягою до екстравагантності, треті — прагненням до комфорту та естетики.